# Beelitz
Beelitz é um município da Alemanha, situado no distrito de Potsdam-Mittelmark, no estado de Brandemburgo. Tem 180,08 km² de área, e sua população em 2019 foi estimada em 12.652 habitantes.